# Stejaru (Tulcea)
Stejaru est une commune roumaine située dans le județ de Tulcea.